# Ришевко (Західнопоморське воєводство)
Ришевко (пол. Ryszewko) — село в Польщі, у гміні Пижиці Пижицького повіту Західнопоморського воєводства.
Населення — 229 осіб (2011).
У 1975-1998 роках село належало до Щецинського воєводства.

## Демографія
Демографічна структура станом на 31 березня 2011 року:
|          | Загалом | Допрацездатний вік | Працездатний вік | Постпрацездатний вік |
| -------- | ------- | ------------------ | ---------------- | -------------------- |
| Чоловіки | 106     | 21                 | 75               | 10                   |
| Жінки    | 123     | 26                 | 74               | 23                   |
| Разом    | 229     | 47                 | 149              | 33                   |